# Christoph Schmezer

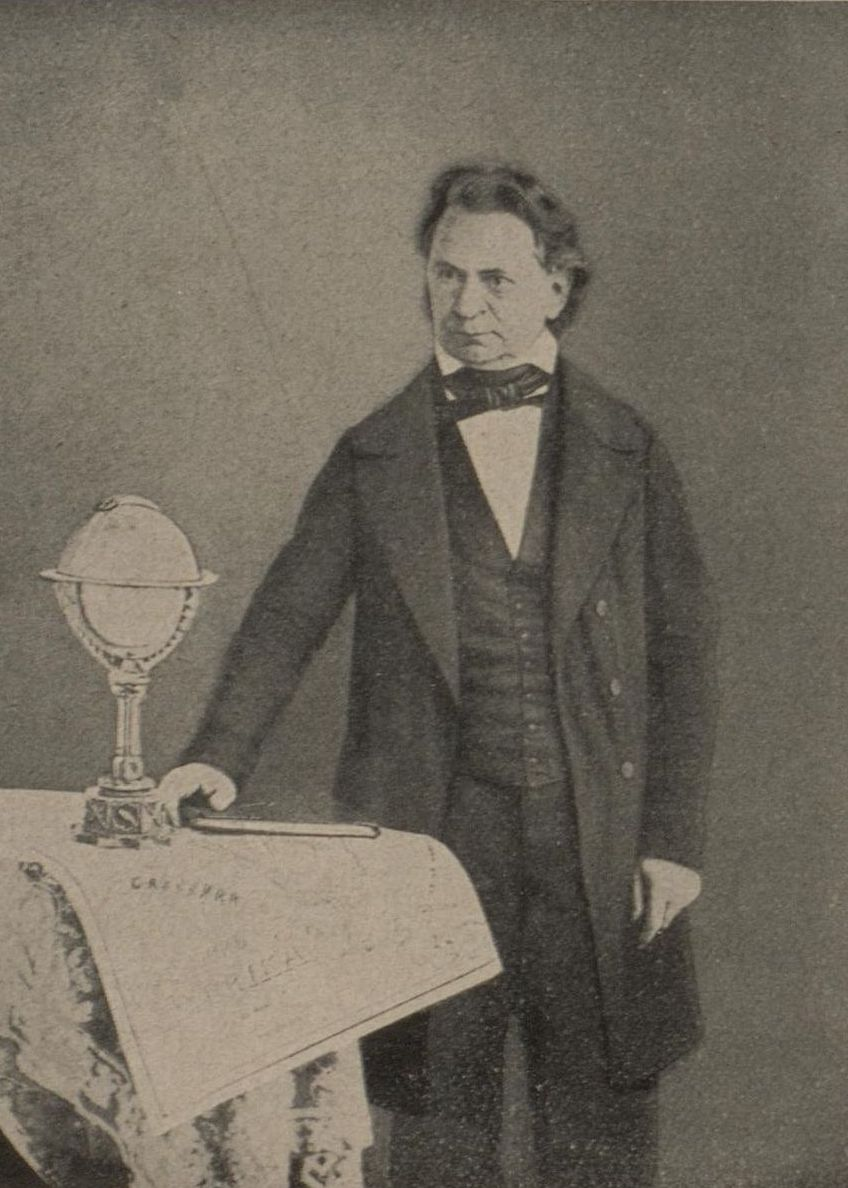
Christoph Schmezer

Christoph Schmezer (* 29. April 1800 in Wertheim; † 21. November 1882 in Ladenburg) war Pfarrer in Ziegelhausen und hat außerdem zwei wissenschaftliche Schriften verfasst und Gedichte von Josef Victor von Scheffel vertont, mit dem er gemeinsam der Heidelberger Gesellschaft Der Engere angehörte. Eine Anekdote um Schmezer wurde von Conrad Ferdinand Meyer in der Novelle Der Schuß von der Kanzel verarbeitet. Aufgrund seines Wesens galt Schmezer als „der flotteste Pfarrherr“. 

## Leben
Schmezer war der zweite Sohn des Wertheimer Knopfmachers und Ratsherrn Peter Schmezer und studierte von 1820 bis 1823 Theologie in Halle und Heidelberg. Sein Staatsexamen bestand er in Karlsruhe bei Johann Peter Hebel. Seine erste feste Anstellung hatte er 1830 in Baden-Baden, wo sein „freies Wesen“ den Vorgesetzten missfiel, so dass er 1840 nach Ziegelhausen strafversetzt wurde.
Die Versetzung nach Ziegelhausen wirkte sich jedoch günstig auf Schmezer aus, der im nahen Heidelberg Anregung zu wissenschaftlichen Studien und im kleinen Pfarrdorf Ziegelhausen die nötige Ruhe zu wissenschaftlicher Arbeit fand. Außerdem gehörte er ab 1841 der Gesellschaft Der Engere an, in der er innige Freundschaft mit Josef Victor von Scheffel schloss und die Bekanntschaft mit den Historikern Ludwig Häusser und Albert Mays machte. Im Kreis des Engeren trug Schmezer musikalische Umsetzungen der Gedichte Scheffels vor, der ihm umgekehrt zum 50-jährigen Pfarrjubiläum 1873 das Gedicht Der Freund im Neckartal widmete.
Schmezer war dreimal verheiratet, wobei alle drei Frauen, die insgesamt fünf Kinder gebaren, früh verstorben sind. Der Grabobelisk einer der Ehefrauen, Henriette Stephani, ist auf dem Friedhof in Ziegelhausen erhalten.
Nach dem Ruhestand 1875 verbrachte Schmezer seinen Lebensabend bei seinem ältesten Sohn in Ladenburg, wo er auch bestattet wurde.

## Werk und Wirkung
Nachdem Schmezer 1836 noch in Baden-Baden bereits die theologische Schrift Die Weihestunden oder tägliche Erhebungen des Gemüthes zu Gott verfasst hatte, folgten in Ziegelhausen 1853 das astronomische Werk Die Himmelsräume und ihre Welten und 1869 das populärwissenschaftlich-geologische Werk Die Vergangenheit und Gegenwart des Erdballs und seiner organischen Lebensformen. Beide Werke wurden von Fachkreisen gelobt.
Mehr noch als seine Schriften haben sich verschiedene Anekdoten um Schmezer erhalten, die im Zusammenhang mit den geselligen Zusammenkünften des Engeren stehen. Diese Zusammenkünfte, in den Sommermonaten zumeist im Pechkranz in der Ziegelhäuser Landstraße, im Winter meist im Goldenen Herz oder im Holländer Hof in Heidelberg, oft aber auch im Ziegelhäuser Pfarrhaus, haben sich oft bis in die Morgenstunden erstreckt, so dass Schmezer häufig Mühe hatte, morgens rechtzeitig zum Gottesdienst zurück in der Kirche zu sein.
Eine Anekdote, die von Joseph Viktor Widmann überliefert wurde, berichtet davon, wie Schmezer anlässlich eines Besuchs bei Scheffel in Heidelberg eine Spielzeugpistole für seinen Sohn gekauft hatte und sich nach durchzechter Nacht und kurzem Schlaf auf den Weg nach Ziegelhausen machte, um dort die Predigt zu halten. Dort angekommen predigte er aus dem 6. Kapitel Jesaja mit einer Bibelstelle, wo beim Ruf der Engel sich das Haus mit Rauch erfülle, als sich wenig später ein Schuss der Spielzeugpistole löste und tatsächlich Rauch die Kirche erfüllte. Conrad Ferdinand Meyer hat die Anekdote in seiner 1877 erschienenen Novelle Der Schuß von der Kanzel aufgegriffen.
Schmezer blieb wegen seines Wesens als „der flotteste Pfarrherr des Jahrhunderts“ in Erinnerung.